# 至尊紅顔
『至尊紅顔』（しそんこうがん）は、2003年製作の中華人民共和国の歴史ドラマ。日本語版は未放映・未発売。

## あらすじ
第2代皇帝太宗・李世民が治める唐の国は活気で溢れていた。その一方で利州は雨が降らず、日照りの生活が9ヶ月続いていた。その中で武士彠の次女が生まれた日に、雨が降り出す。そして道士・袁天鋼が「この次女が後に皇帝になる」という予言と、文字の刻み込まれた明珠の片割れを残す。武士彠はこの次女の幼名を「媚娘」と命名する。
14年後、媚娘は可愛らしい美少女へと成長し、親友ができ、幸せな日々を送っていた。だがある日、李君羨と李治（後の高宗）という2人の青年に出会ったことで、大きく運命が変わっていく。
武媚娘はやがて後宮に入内し、中国唯一の女帝・武則天へと成長していく。

## 登場人物・キャスト
- 武媚娘 - 賈静雯（アリッサ・チア） - 武士彠の次女で愛娘。生まれながら怜悧・聡明さと人を惚れ込ませる美貌を持つ。皇太子・李治が媚娘に一目惚れしたことが原因で後宮へ才人として入宮する。李君羨とは相思相愛の仲だが…。
- 李君羨 - 趙文卓（チウ・マンチェク） - 正四品御林軍将軍。太宗の側近で袁天鋼の弟子。太宗の命を受けて媚娘を入宮させる。媚娘とは共に生死を彷徨った仲。媚娘への想いと朝廷への忠誠に悩む。その出生に秘密が…。
- 徐盈盈 - 楊童舒（ヤン・トンシュー） - 媚娘の幼馴染。媚娘が才人になると同時に宮女になる。密かに皇太子に想いを寄せる。
- 銭小多 - 田重（ティエン・チョン） - 媚娘の幼馴染。媚娘が才人になると同時に侍官になる。一言多いことで有名。
- 李治 - 保剣峰（バオ・ジエンフォン） - 太宗の第九子で太子。媚娘に一目惚れする。
- 李世民 - 寇振海（コウ・ジェンハイ） - 唐の太宗。名君。媚娘を後宮へと招く。媚娘と君羨を当初寵んでいたが…。
- 長孫無忌 - 孫興（スン・シン） - 唐朝の元老的存在。別名・老狐狸。
- 袁天鋼 - 李立群（リー・リーチュン） - 謎に包まれた人物。君羨の師匠であり、媚娘を導く。
- 段常徳 - 太宗の側近。侍官・侍女を束ねる。
- 蘭妃 - 皇太子妃。後の王皇后。
- 珍妃 - 皇太子の寵妃。後の蕭淑妃。
- 元宝 - 皇太子の専属侍官。